# Dahlhaus (Lohmar)
Dahlhaus ist ein Stadtteil von Lohmar im Rhein-Sieg-Kreis in Nordrhein-Westfalen.

## Geographie
Dahlhaus ist der nördlichste Stadtteil Lohmars. Umliegende Ortschaften und Weiler sind Boddert im Nordwesten, Halfensbüchel, Schneppensiefen und Brambach im Nordosten, Kombach und Bombach im Südosten, Breideneichen, Stöcken, Hoven und Durbusch im Süden bis Südwesten und Breide im Westen. Dahlhaus befindet sich auf dem Höhenrücken zwischen Agger und Sülz und ist mit 235,4 m der höchstgelegene Stadtteil Lohmars. Der Stadtteil liegt im sog. 3-Städte-Eck, da es jeweils an die Nachbarstädte Rösrath und Overath (beide Rheinisch - Bergischer - Kreis) angrenzt.
In Dahlhaus entspringt der Dahlhauser Bach, ein rechter Nebenfluss der Agger.

## Geschichte
Im Jahr 1885 hatte der Weiler „Unter Dahlhaus“ 33 Einwohner, die in vier Häusern lebten und hatte das Dorf „Ober Dahlhaus“ 103 Einwohner in 17 Häusern.
Nach einem Adressbuch aus dem Jahr 1901 zählten die Orte Unter- und Ober-Dahlhaus zusammen 103 Einwohner, darunter sechs Ackerer.
Vor dem 1. August 1969 gehörte der Ort zu der bis dahin eigenständigen Gemeinde Wahlscheid.
Im Jahr 2022 hatte Dahlhaus annähernd 400 Einwohner.

## Verkehr
- Dahlhaus liegt an der Landesstraße 84.
- Der Ort liegt nahe dem Bahnhof Lohmar-Honrath bei Jexmühle, von dem die RB25 Richtung Köln und Meinerzhagen fährt.
- Regelmäßige Busverbindungen gibt es mit der 558 zu diesem Bahnhof und weiter in das Stadtzentrum von Lohmar und in der anderen Richtung zum Schulzentrum bzw. ins Stadtzentrum Overath.
- Dahlhaus gehört zum Tarifgebiet des Verkehrsverbund Rhein-Sieg.
- Der Flughafen Köln-Bonn ist 20 Fahrminuten entfernt.

## Wanderwege
Durch Dahlhaus bzw. an direkt an Dahlhaus vorbei gehen folgende Wanderwege:
- Rundwanderweg A1 des Sauerländischen Gebirgsvereins[8] ab Naafshäuschen (8,0 Kilometer)
- Wanderweg Winkel 2 des Kölner Eifelvereins[9] mit der Streckenführung Königsforst – Schieferhauweg – Lützeler Brücke (Großer Stern) – Königsforster Straße – Forsthaus – Weiher – Rösrather Straße – Altvolberg – Hoffnungsthal – Rothenbachthal – Bleifeld – Bahnhof Honrath. (22 Kilometer)

## Vereine
Der Heimatverein Dahlhaus besteht seit 1924. Er betreibt nicht nur den Mehrgenerationen-Platz mit Dorfhütte in der Mitte des Stadtteils, sondern führt verschiedene Veranstaltungen durch, die das Miteinander der Einwohner verbessern und dadurch die Wohnqualität erhöhen.